# Jurová
Jurová (bis 1948 slowakisch „Dercsika“; ungarisch Dercsika) ist eine Gemeinde im Südwesten der Slowakei mit 482 Einwohnern (Stand 31. Dezember 2024). Sie gehört zum Okres Dunajská Streda, einem Teil des Trnavský kraj.

## Geographie
Die Gemeinde befindet sich im Südlteil der Großen Schüttinsel, einem Teil des slowakischen Donautieflands. Das Gemeindegebiet wird durch kleine Kanäle entwässert. Das Ortszentrum liegt auf einer Höhe von 116 m n.m. und ist elf Kilometer von Dunajská Streda entfernt.
Nachbargemeinden sind Lúč na Ostrove im Norden, Kráľovičove Kračany im Nordosten, Vrakúň im Osten, Baka im Südosten, Trstená na Ostrove im Süden und Horný Bar im Westen.

## Geschichte
Der Ort wurde zum ersten Mal 1253 als Gyurgsuka beziehungsweise Gurgsuka schriftlich erwähnt und gehörte bis zum 14. Jahrhundert zum Herrschaftsgut der Pressburger Burg. Danach war das Dorf Besitz örtlicher Gutsherren, ab dem 17. Jahrhundert der Familien Méhes, Balogh und weiteren. 1828 zählte man 112 Häuser und 818 Einwohner.
Bis 1919 gehörte der im Komitat Pressburg liegende Ort zum Königreich Ungarn und kam danach zur Tschechoslowakei beziehungsweise heute Slowakei. 1938–45 gehörte das Dorf aufgrund des Ersten Wiener Schiedsspruchs noch einmal zu Ungarn.

## Bevölkerung
| Jahr                | 1994 | 2004    | 2014     | 2024    |
| ------------------- | ---- | ------- | -------- | ------- |
| Anzahl der Personen | 435  | 433     | 497      | 482     |
| Unterschied         |      | −0,45 % | +14,78 % | −3,01 % |

| Jahr                | 2023 | 2024 |
| ------------------- | ---- | ---- |
| Anzahl der Personen | 482  | 482  |
| Unterschied         |      | +0 % |

Nach der Volkszählung 2011 wohnten in Jurová 507 Einwohner, davon 409 Magyaren, 86 Slowaken und 1 Tscheche. 11 Einwohner machten keine Angabe. 442 Einwohner bekannten sich zur römisch-katholischen Kirche, 9 Einwohner zur Evangelischen Kirche A. B., 8 Einwohner zur reformierten Kirche und 1 Einwohner zu den Zeugen Jehovas. 36 Einwohner waren konfessionslos und bei 11 Einwohnern wurde die Konfession nicht ermittelt.

## Bauwerke
- römisch-katholische Kirche im klassizistischen Stil aus dem Jahr 1778